# Stevanna Jackson
Stevanna Shaffy Jackson (17 de junio de 1990) es una actriz estadounidense conocida por sus papeles en las series de televisión Movie Surfers, The Tracy Morgan Show y Zoey 101. Es miembro de las Movie Surfers de Disney Channel.

## Vida personal
Está graduada en la Universidad de Harvard, donde estudió empresariales.[cita requerida]

## Filmografía

### Cine
| Películas | Películas       | Películas | Películas |
| Año       | Título          | Papel     |           |
| --------- | --------------- | --------- | --------- |
| 2016      | The Wrong Child | Amy       |           |

### Televisión
| Series de televisión | Series de televisión  | Series de televisión | Series de televisión |
| Año                  | Título                | Papel                | Episodios            |
| -------------------- | --------------------- | -------------------- | -------------------- |
| 2005                 | Zoey 101              | Tasha                | 2 episodios          |
| 2003 – 2004          | The Tracy Morgan Show | Simone               | 2 episodios          |
| 2006 – 2008          | Movie Surfers         | Stevanna Jackson     | 13 episodios         |